# Коннолли, Джеймс
Джеймс Коннолли (ирл. Séamas Ó Conghaile, англ. James Connolly; 5 июня 1868 — 12 мая 1916) — ирландский революционер, социалист. Один из участников и организаторов Пасхального восстания 1916 года. Один из семи лидеров, подписавших Прокламацию о создании Ирландской республики. За участие в восстании казнён британскими властями сразу после его окончания.

## Детство и молодость
Джеймс Коннолли родился в 1868 году в Эдинбурге в доме № 107 по улице Коугейт. В то время этот район был своего рода ирландским гетто. Родители Джеймса — Джон Коннолли и Мэри Макгинн — были ирландскими иммигрантами-католиками из графства Монахан. Его семья перебралась в Шотландию из-за «картофельного голода» 1840-х годов. Семья Коннолли жила в ужасающей бедности, его отец подрабатывал извозчиком и дворником, мать Мэри умерла от болезни, когда Джеймс был ещё совсем мал. До десяти лет он посещал католическую начальную школу, но семья нуждалась в деньгах, и уже в одиннадцать лет Джеймс устроился посыльным в эдинбургскую газету. Однако проблем с деньгами это не решило, и в 14 лет Джеймс записался в британскую армию, последовав по стопам своего старшего брата Джона. Коннолли назвался чужим именем и завысил свой возраст, чтобы его приняли.
В армии Джеймс Коннолли прослужил семь лет, всё это время его полк был расквартирован на территории родины его семьи — Ирландии. За это время Коннолли довелось увидеть множество случаев притеснения и угнетения ирландцев — причём, со стороны не только британской армии, но и английских землевладельцев. Читая нелегальные прокламации фениев, он проникается радикализмом и лозунгом независимости Ирландии, однако отмечает то, что они упускают социальные вопросы — бедность и эксплуатацию. В 1890 году Коннолли дезертировал. Первой причиной этого была новость о том, что его полк направляют в Индию, а второй — девушка, ирландская протестантка Лилли Рейнольдс, на которой он женился в том же 1890 году.
Коннолли вернулись в Эдинбург. Для того, чтобы обеспечить семью, Джеймс работал извозчиком, разнорабочим. В 1895 году Коннолли пытался открыть собственную сапожную мастерскую, однако быстро прогорел из-за отсутствия соответствующих навыков. В это же время он начал активно участвовать в социалистическом движении.

## Борец за права рабочих

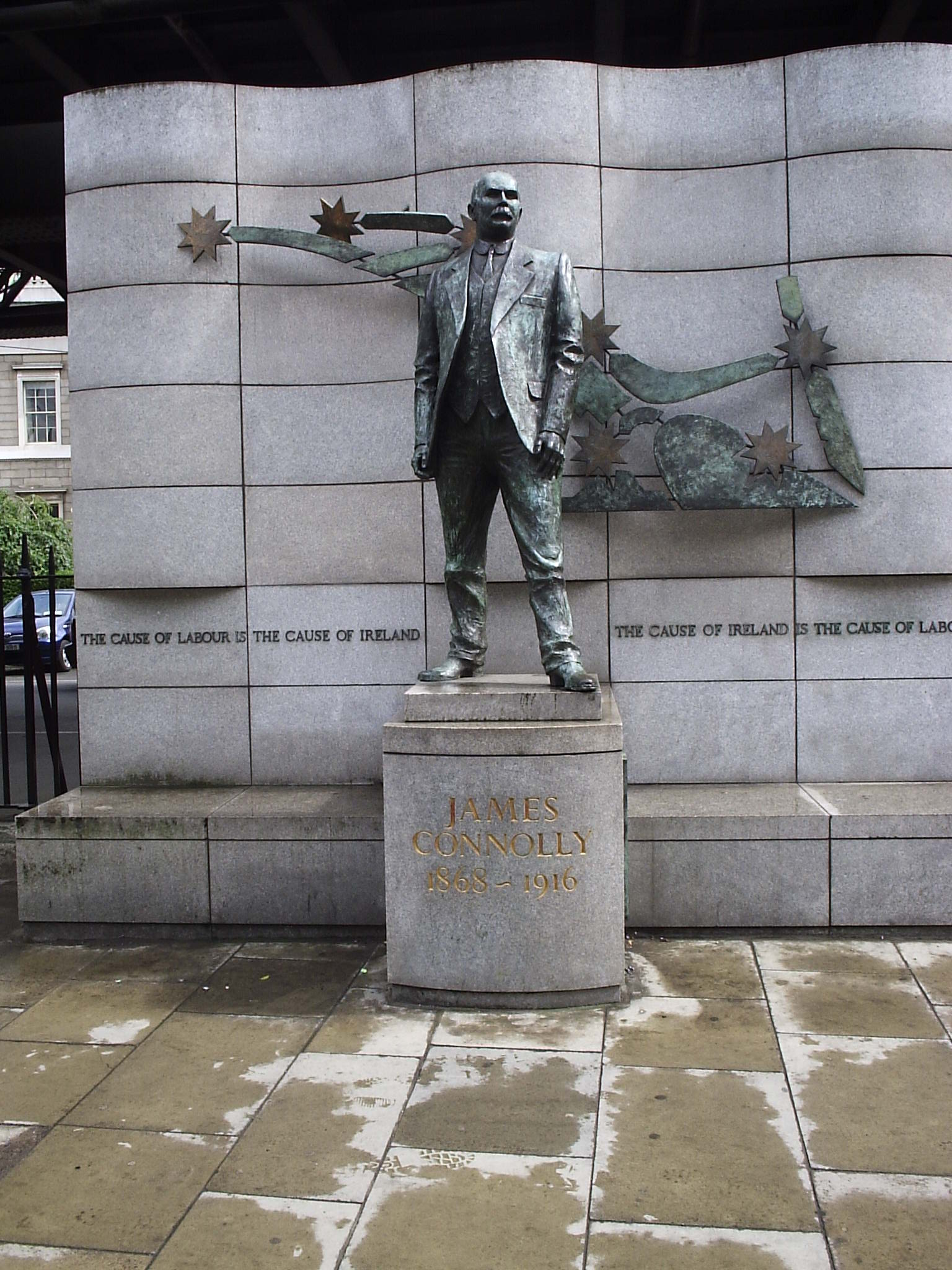
Памятник Коннолли в Дублине

Активно занимающийся самообразованием и изучающий труды Маркса Коннолли сблизился с социалистическими кругами. Большое влияние на формирование мировоззрения молодого революционера произвели старый коммунар в изгнании Лео Меллиат и Джон Лесли, первый ирландский теоретик марксизма, который станет для Коннолли лучшим другом. В 1892 году он вступил в Шотландскую социалистическую федерацию. Его брат Джон занимал в этой организации должность секретаря. Однажды на митинге Джон произнёс речь с требованиями восьмичасового рабочего дня, после чего лишился работы и, пребывая в поиске новой, был вынужден оставить свою должность. Его место занял Джеймс (на 1895—1896 годы).
Коннолли принимал участие в работе Независимой лейбористской партии Кира Харди, основанной в 1893 году. В тот же период Коннолли увлёкся новым международным языком эсперанто.
Левые и революционные убеждения дорого стоили Коннолли — его освободили от должности муниципального служащего, и он раздумывал над эмиграцией в Южную Америку, чтобы прокормить жену и двух маленьких дочерей. Товарищи обратились к британским социалистам с призывом к солидарности, чтобы найти работу, которая позволила бы ему остаться в Британии. В итоге в 1896 году Коннолли сообщили, что в Дублине ищут человека на должность секретаря Дублинского социалистического клуба — это была работа на полный день, жалование — фунт в неделю. Коннолли вместе с семьёй (женой и тремя дочерьми: Норой, Моной и Эйден) переехал в Дублин.
Под его руководством клуб довольно быстро был преобразован в Ирландскую социалистическую республиканскую партию, ставившую своей целью национальное и социальное освобождение Ирландии. Насчитывая всего несколько десятков молодых активистов, ИСРП, тем не менее, стала первой в Ирландии марксистской организацией. Бывший её главным теоретиком Коннолли, отмечая недостаточность революционного национализма, указывал в своём труде «Надежда Ирландии» (Erin’s Hope), что решение национальных задач невозможно без решения задач классовых, а на ирландский вопрос в эпоху империализма ответ может дать только пролетарская революция.
Коннолли приступил к выпуску ирландской еженедельной газеты «The Worker’s Republic», а также был среди учредителей британской газеты «The Socialist». Последняя стала органом британской Социалистической лейбористской партии, отколовшейся от Социал-демократической федерации в 1903 году. В СЛП вошли леворадикальные единомышленники американского социалиста Даниэля де Леона, включая Джеймса Коннолли.
Коннолли был ведущей фигурой в ирландском протестном движении на рубеже веков. Он активно выступал против Гомруля — движения за автономию Ирландии, считая его полумерами. В 1897 году вместе с ирландской актрисой и феминисткой Мод Гонн инициировал демонстрации против организованных властями Дублина торжеств в честь 60-летия правления королевы Виктории, а также против запланированных визитов членов королевской семьи в Ирландию. Кроме того, Коннолли, Мод Гонн и Артур Гриффит провели дублинские протесты против Англо-бурской войны.
В 1903 году, после нескольких турне по США и Шотландии с лекциями (частично финансируемых де Леоном), Коннолли с семьёй снова переехал — на этот раз в Нью-Йорк. В США Коннолли продолжил активную социалистическую деятельность. Он выступил как один из основателей революционно-синдикалистского профсоюза «Индустриальные рабочие мира», поучаствовал в создании Ирландской социалистической федерации, вступил в Социалистическую трудовую партию Америки де Леона (1906) и Социалистическую партию Америки Юджина Дебса (1909). Коннолли основал и редактировал журнал «Harp» («Арфа»), а также написал в США свои главные работы: книги и памфлеты «Рабочий класс в истории Ирландии» (Labour in Irish History, 1910), «Труд, национальный вопрос и религия» (Labour, Nationality, and Religion), «Социализм в популярном изложении» (Socialism Made Easy) и «Старое вино в новых мехах» (Old Wine in New Bottles).
В 1910 году Джеймс Коннолли вернулся в Ирландию, где наблюдался рост национально-освободительного (партия «Шинн Фейн») и рабочего движения. В Белфасте он занялся организационной работой для крупнейшего в Ирландии Профсоюза транспортников и разнорабочих (Союзе транспортных и неквалифицированных рабочих), который возглавлял «Большой Джим» Ларкин. В 1912 году Коннолли и Ларкин основали ирландскую Лейбористскую партию как политическое крыло Ирландского конгресса тред-юнионов. Во время дублинского локаута, Коннолли вместе с Ларкином встали во главе рабочих, противостоявших Уильяму Мёрфи и прочим крупнейшим работодателям Дублина, возглавляя крупнейшую забастовку в августе 1913 — январе 1914 годов. Полицейские налёты на демонстрантов Профсоюза транспортников и разнорабочих побудили Коннолли и Джека Уайта организовать Ирландскую гражданскую армию (ИГА) — полувоенизированную организацию, призванную защитить рабочих в случае физических столкновений с полицией, охраной, нанятой владельцами предприятий, или армией. После завершения забастовки ИГА не прекратила своего существования, играя роль рабочей самообороны.

## Борьба за независимость Ирландии
В 1914 году началась Первая мировая война. Во время неё Коннолли сменил вектор своей активности с профсоюзной деятельности на сепаратистскую и антибританскую. Он выступал против военного призыва в Ирландии и всё больше склонялся ко мнению, что единственным спасением от империалистической войны станет революция, вооружённое восстание. После отъезда Ларкина в США для сбора средств, Коннолли в 1915 году стал главой профсоюза транспортников и разнорабочих, как и ИГА. Он публично проводил военные манёвры и критиковал руководство «Ирландских добровольцев» за пассивность. На здании профсоюзов в Дублине был поднят лозунг «Мы не служим ни королю, ни кайзеру, но Ирландии».

Все эти действия привлекли внимание Ирландского республиканского братства (ИРБ) — ещё одной сепаратистской организации. В итоге, ИРБ и ИГА удалось договориться о совместном выступлении на Пасху 1916 года. Коннолли вместе с Джозефом Планкеттом и Шоном Макдермоттом принимал активное участие в финальных приготовлениях к восстанию. Помимо него, в восстании приняли участие около 250 членов ИГА. Коннолли также стал одним из авторов Прокламации о независимости Ирландии и одним из семи членов Временного правительства, подписавших её.

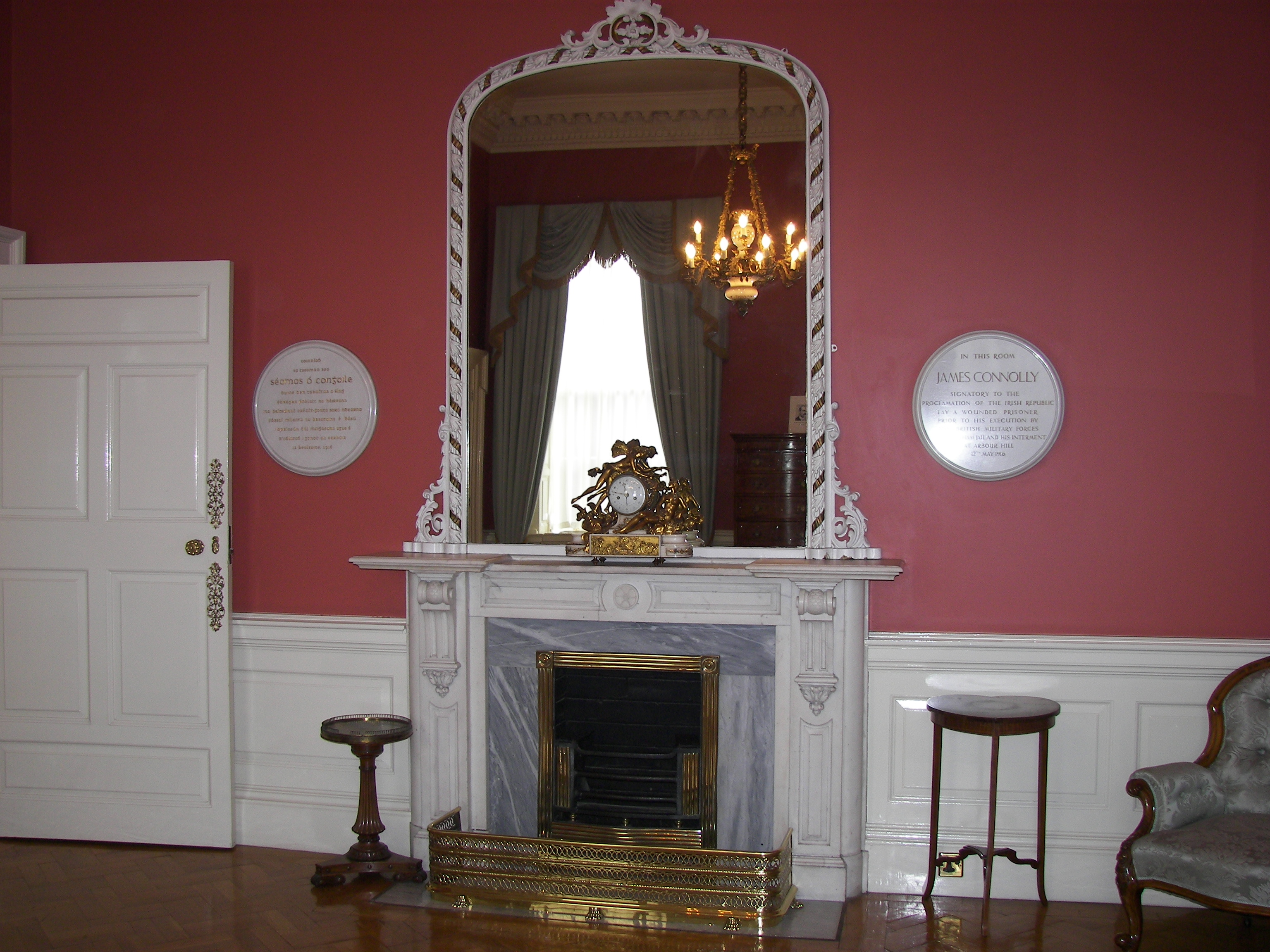
Комната, в которой содержался Коннолли

После провозглашения Прокламации, Коннолли был назначен вице-президентом Временного правительства. Как и большинство остальных членов Временного правительства, во время восстания он располагался на Главпочтамте. Коннолли, помимо этого, был назначен командующим дублинской бригады республиканской армии, и поэтому принимал участие в управлении войсками. Уже на следующий день после начала восстания, в стране было объявлено военное положение, а в Дублин были стянуты британские войска. Главпочтамт был подвергнут массивному артиллерийскому обстрелу. В четверг, до того, как было принято решение оставить Главпочтамт и перебраться на Мур-стрит, Коннолли получил серьёзное ранение в ногу, но продолжал командовать войсками. После того, как было принято решение о сдаче, Коннолли сказал своим соратникам: «Не беспокойтесь. Расстреляют только тех, кто подписал Прокламацию, остальных отпустят».
Из-за своего ранения Коннолли содержался в отдельной комнате в тюрьме Килмэнхем. Военно-полевой суд приговорил его к смертной казни и, несмотря на показания врачей, что ранение смертельно, приговор был утверждён. 12 мая 1916 года Коннолли принесли на носилках (ходить он не мог) в тюремный двор, где он исповедался. Попросив исповедника молиться за солдат расстрельной команды, Коннолли добавил: «Я буду молиться за всех людей, которые исполняют свой долг в соответствии со своими понятиями». Поскольку стоять он не мог, Коннолли был привязан к стулу, после чего расстрелян. Его тело вместе с телами остальных повстанцев было захоронено в общей могиле.
Жестокость, с которой правительство расправилось с лидерами восставших — особенно это касалось израненного Коннолли — вызвала массовое сочувствие среди ирландцев, многие из которых весьма скептически отнеслись к идее восстания. После расстрела Коннолли премьер-министр Герберт Асквит приказал прекратить казни — общественное мнение не одобрило их ни в самой Британии, ни в США.

## Память

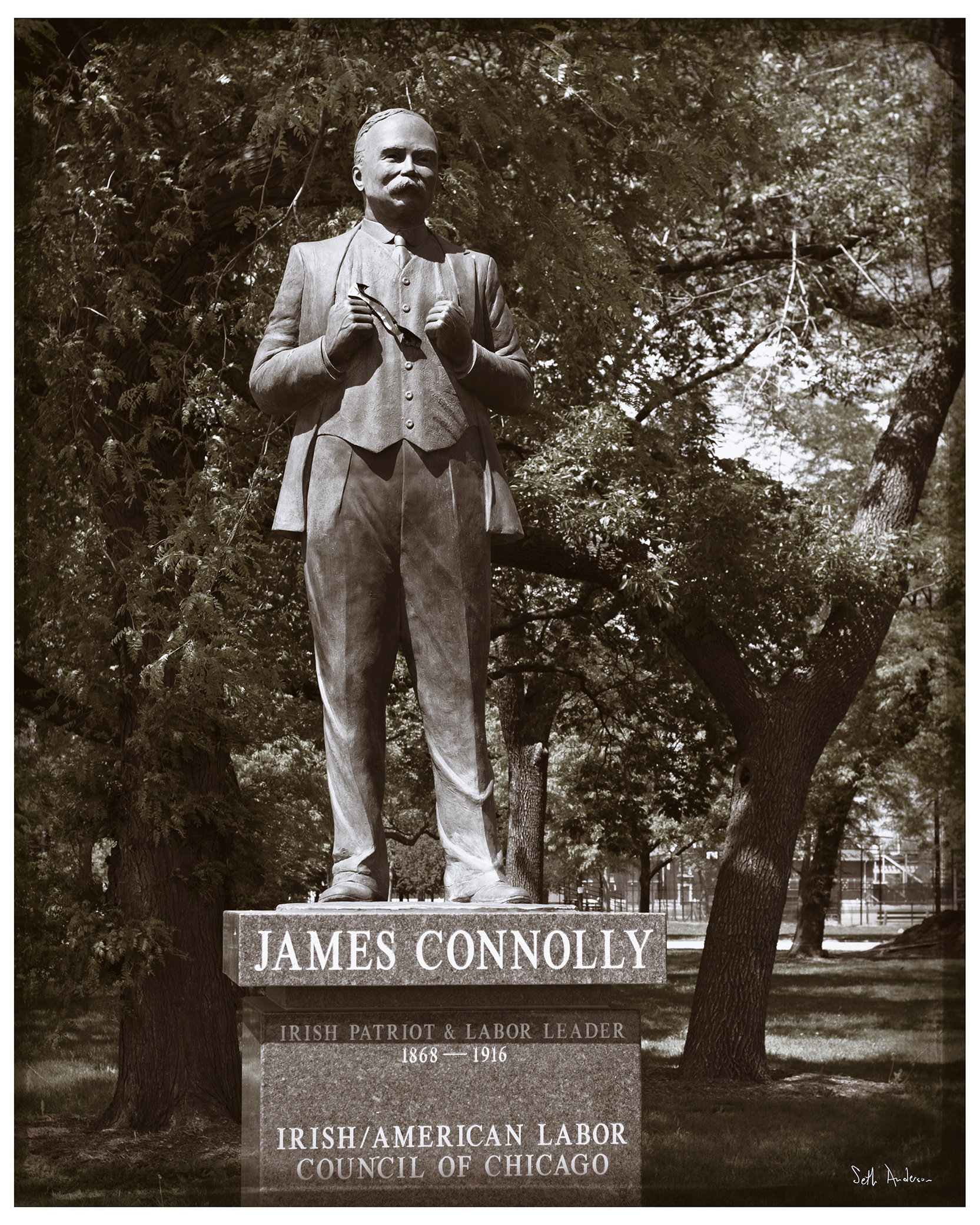
Памятник Коннолли в Чикаго

Джеймс Коннолли являлся одним из основоположников рабочего движения в Ирландии и во всём мире. Он был членом Второго Интернационала, одним из основателей ирландской Лейбористской партии и организации «Индустриальные рабочие мира». Многие из его идей повлияли на Джона Маклина — создателя Шотландской рабочей республиканской партии.
Джеймсу Коннолли установлены памятники в Чикаго и в Дублине, а также бюст в городе Трой, штат Нью-Йорк.
Джон Леннон в интервью 1972 года рассказал, что песню «Woman Is the Nigger of the World» он написал, будучи вдохновлённым фразой Джеймса Коннолли «Женщина-работница — рабыня раба».
В Дублине в честь Коннолли назван один из двух вокзалов и госпиталь.
В опросе Би-Би-Си «100 величайших британцев», который был проведён в 2002 году, Коннолли занял 64-е место.

## Высказывания
Если даже завтра вы избавитесь от английской армии и вывесите зелёное знамя над Дублинским замком, все ваши усилия окажутся тщетными, если вы не займетесь созданием социалистической республики. Англия все равно будет править вами. Она будет править посредством своих капиталистов, лендлордов, финансистов, через воинство коммерческих и индивидуальных институтов, которые были здесь ею выращены и политы слезами матерей и кровью мучеников.
Оригинальный текст (англ.)If you remove the English army tomorrow and hoist the green flag over Dublin Castle, unless you set about the organization of the Socialist Republic your efforts would be in vain. England would still rule you. She would rule you through her capitalists, through her landlords, through her financiers, through the whole array of commercial and individualist institutions she has planted in this country and watered with the tears of our mothers and the blood of our martyrs.